# ВЕС Віндебі
ВЕС Віндебі (дан. Vindeby-Lolland) – перша в світі офшорна вітрова електростанція, споруджена у 1991 році в протоці Великий Бельт, яка з'єднує Балтійське та Північне моря. Проект реалізувала компанія  Elkraft, котра в майбутньому стала частиною данського енергетичного концерну DONG.
Станцію розмістили на північ від острова Лолланн, на відстані 1,5 – 3 км від узбережжя. Тут в районі з глибинами моря від 2 до 5 метрів встановили бетонні фундаменти гравітаційного типу, на яких змонтували башти висотою 38 метрів. Останні слугували опорою для 11 вітрових турбін компанії Bonus (на початку 21 століття стала підрозділом концерну Siemens) типу B35/450 з одиничною потужність 0,45 МВт та діаметром ротору 35 метрів. Можливо відзначити, що саме наявність кількох вітрових агрегатів дає підстави називати Віндебі першою офшорною вітровою електростанцією, тоді як першу одиничну турбіну встановили на рік раніше у шведських водах біля Nogersund.
Станом на 2016 рік станція відпрацювала визначений для неї 25-річний термін, під час якого виробила 243 млн кВт-год електроенергії. З березня по вересень 2017-го на ВЕС Віндебі провели ліквідаційні роботи. Вітрові агрегати демонтували за допомогою встановленого на самопідіймальному судні крану та відправили до Нюборгу з метою подальшого використання окремих елементів як запасних частин або у дослідницьких цілях. Одну з турбін віддали до експозиції данського музею енергетики Energimuseet. Фундаменти зруйнували на місці за допомогою гідромолоту, з наступним збором уламків.
Варто відзначити, що першою ВЕС в історії, котра пройшла процес демонтажу, стала шведська Yttre Stengrund, проте вона не відпрацювала встановленого проектом терміну.